# Moravië-Silezië (1928-1948)
Moravië-Silezië (Tsjechisch: Země Moravskoslezská en Duits: Land Mähren-Schlesien) is een voormalig landsdeel in het toenmalige Tsjecho-Slowakije. Bijna het hele huidige grondgebied van het voormalige landsdeel ligt in Tsjechië, een paar kleine stukjes maken sinds 1993 deel uit van Slowakije. Het landsdeel ontstond in 1928 met de samenvoeging van de landsdelen Moravië en Tsjechisch-Silezië als een van de vier landsdelen naast Bohemen, Slowakije en Karpato-Roethenië. In 1948 werd het landsdeel opgeheven en vervangen door de regio's Ostrava, Olomouc, Gottwaldov, Brno, Jihlava, České Budějovice en Pardubice.